# جون لويد (محرر)
جون لويد (بالإنجليزية: John Lloyd)‏ هو صحفي بريطاني، ولد في 1946 في Anstruther ‏ في المملكة المتحدة.